# TBC 8 ニュース
『TBC 8 ニュース』は、韓国・SBS系列の大邱放送（TBC）のローカルニュース番組。

## 概要
2001年10月8日から約12年7ヶ月にわたって放送されていた『TBC プライムニュース』の後継番組として2014年5月13日に放送を開始した。

## 出演者
平日
- キム・ドフィ
- キム・イェウン

週末
- イ・ヒョンウォン

## 放送時間
- 平日：20:30 - 21:00
- 土曜：20:15 - 20:35
- 日曜：20:25 - 20:45

## タイトルの変遷
- 1995年5月14日 - 1996年10月22日『TBC ニュースチャンネル』（毎日）
- 1996年10月23日 - 1996年11月15日『TBC 830 ニュース』（平日）
- 1996年10月26日 - 1996年11月17日『TBC ニュースチャンネル』（週末）
- 1996年11月18日 - 1997年3月2日『TBC 830 ニュース』（毎日）
- 1997年3月3日 - 1997年6月27日『TBC 930 ニュース』（平日）
- 1997年3月8日 - 1997年6月29日『TBC 830 ニュース』（週末）
- 1997年6月30日 - 2001年10月7日『TBC 830 ニュース』（毎日）
- 2001年10月8日 - 2014年5月11日『TBC プライムニュース』（毎日）
- 2014年5月12日 - 現在『TBC 8 ニュース』（毎日）